# Linselles
Linselles là một xã trong vùng Hauts-de-France, thuộc tỉnh Nord, quận Lille, tổng Tourcoing-Nord. Tọa độ địa lý của xã là 50° 44' vĩ độ bắc, 03° 04' kinh độ đông. Linselles nằm trên độ cao trung bình là 47 mét trên mực nước biển, có điểm thấp nhất là 17 mét và điểm cao nhất là 52 mét. Xã có diện tích 11,71 km², dân số vào thời điểm 1999 là 7876 người; mật độ dân số là 673 người/km².

## Thông tin nhân khẩu
| 1936  | 1946  | 1954  | 1962  | 1968  | 1975  | 1982  | 1990  | 1999  |
| ----- | ----- | ----- | ----- | ----- | ----- | ----- | ----- | ----- |
| 5.481 | 5.207 | 5.499 | 5.522 | 5.796 | 6.504 | 6.754 | 7.674 | 7.876 |